# پیتر کخ
پیتر کخ (انگلیسی: Peter Koech؛ زادهٔ ۱۸ فوریهٔ ۱۹۵۸) ورزشکار دو و میدانی اهل کنیا است.